# Carlos Alberto Lacoste
Carlos Alberto Lacoste (Buenos Aires, 2 de fevereiro de 1929 - Buenos Aires, 24 de agosto de 2004) foi um militar argentino.
Exerceu interinamente a presidência do país durante um breve período da última ditadura argentina.